# Biografielijst Nt

## Nta
- Dai Dai Ntab (1994), Nederlands langebaanschaatser
- Elizaphan Ntakirutimana (1924-2007), Rwandees dominee
- Brice Ntambwe (1993), Belgisch voetballer

## Nti
- Saidi Ntibazonkiza (1987), Burundees voetballer

## Nts
- Siphiwo Ntshebe (1974-2010), Zuid-Afrikaans tenor